# 布萊恩特 (愛荷華州)
布萊恩特（英語：Bryant）是位於美國愛荷華州克林頓縣的一個非建制地區。該地的面積和人口皆未知。

## 地理
布萊恩特所處的海拔為高於海平面245米（即804英呎），而該地所採用的時區為UTC-6，即北美中部時區（CST）。同時該地設有夏令時間，為UTC-6調快一小時，即UTC-5（CDT）。